# Apamea subrurea
Apamea subrurea är en fjärilsart som beskrevs av Petersen 1902. Apamea subrurea ingår i släktet Apamea och familjen nattflyn. Inga underarter finns listade i Catalogue of Life.